# Докимологија
Докимологија је део педагошке психологије која се бави проучавањем процеса испитивања и оцењивања. Циљ докимологије је отклањање или неутралисање субјективних фактора у оцењивању и унапређење процеса оцењивања, нарочито школског.